# Глинча
Гли́нча — село в Україні, у Черкаському районі Черкаської області, підпорядковане Бобрицькій сільській громаді. Розташоване за 1 км на схід від села Трощин та за 14 км від залізничної станції Ліпляве.
Населення села становить 58 осіб, дворів — 21 (2007).

## Історія
Село одержало назву від глиняних ґрунтів, на яких поселилися перші жителі. У 1789 році це невеличке поселення мало 25 дворів та 278 жителів. На 1900 рік воно мало — 130 дворів та 964 жителі. Село належало графу Ц.А.Шелембеку. Глинча відносилася до Трощинської церкви Великомучениці Варвари. На той час село мало каплицю, школу, 10 вітряків, 2 кузні. У 1926 році створено перше ТСОЗ, а у 1930 році — колгосп.
У період німецько-радянської війни село було майже зруйновано, з війни не повернулося 42 воїни-односельці.

## Населення

### Мова
Розподіл населення за рідною мовою за даними перепису 2001 року:
| Мова       | Кількість | Відсоток |
| ---------- | --------- | -------- |
| українська | 56        | 96.56%   |
| російська  | 1         | 1.72%    |
| білоруська | 1         | 1.72%    |
| Усього     | 58        | 100%     |

## Відомі люди
У селі народився і виріс М. П. Кацалап — кандидат сільськогосподарських наук.